# Brad Jacobs
Pour les articles homonymes, voir Jacobs.
Brad Jacobs est un curleur canadien né le 11 juin 1985 à Sault-Sainte-Marie, en Ontario. Il a remporté la médaille d'or du tournoi masculin aux Jeux olympiques d'hiver de 2014 à Sotchi, en Russie.